# Die Warriors
Die Warriors (Originaltitel: The Warriors) ist ein US-amerikanischer Film des Regisseurs Walter Hill aus dem Jahr 1979, der auf einem Roman von Sol Yurick basiert, der wiederum die Anabasis des Xenophon interpretiert. Er handelt von einer Gang aus New York City, die beschuldigt wird, einen angesehenen Anführer einer anderen Gang ermordet zu haben. Die Gang muss sich 48 Kilometer vom nördlichen Ende der Bronx zurück zu ihrem Zuhause Coney Island im südlichen Brooklyn kämpfen. Verschiedene andere Gangs versuchen dabei, die Warriors abzufangen. Der Film startete am 9. Februar 1979 in den amerikanischen Kinos.

## Handlung
New York City, Ende der 1970er Jahre: Die Stadt wird von hunderten Gangs bevölkert, die alle eine Waffenruhe einhalten, um Revierkämpfen vorzubeugen. Der Anführer der Gramercy Riffs, Gangsterboss Cyrus, plant, alle Gangs zu einer riesigen „Armee der Nacht“ zu vereinigen, welche zirka 80.000 Mitglieder zählen würde. Damit wäre diese „Armee“ der Polizei im Verhältnis 4:1 überlegen. Er beruft deshalb eine Versammlung im Van Cortlandt Park in der Bronx ein, zu der neun unbewaffnete Mitglieder jeder Gang eingeladen werden. Doch der Anführer der Rogues, Luther, erschießt ihn hinterrücks aus der Menge und wird dabei von Fox, einem Mitglied der Warriors, einer Gang aus Coney Island, gesehen.
Kurz darauf stürmt die Polizei die Veranstaltung und die Gangs flüchten.
Als die Riffs den Mörder suchen, beschuldigt Luther die Warriors, Cyrus erschossen zu haben, worauf deren Anführer Cleon von den Riffs getötet wird. Über einen Radio-Piratensender werden Gangs der Stadt von einem weiblichen DJ informiert, dass die Riffs die Warriors tot oder lebendig haben wollen. Viele Gangs der Stadt machen sich auf die Jagd nach den Warriors.
Die Warriors treten den Heimweg an, ohne von den Anschuldigungen zu wissen. Dass etwas nicht stimmt, merken sie, als sie an einer U-Bahn-Station von einer anderen Gang, den Turnbull A.C.s, angegriffen werden. Sie entkommen aber in die U-Bahn. Auf dem Weg durch ein Elendsviertel werden sie von der dort ansässigen Gang Orphans, die nichts vom Mord an Cyrus wissen, gestellt, können aber durch Swans Verhandlungsgeschick zunächst passieren. Allerdings beschimpft eine kurz davor aufgetauchte junge Frau, Mercy, den Anführer Sully als „weich“ und hetzt ihn zu einer Konfrontation auf. Mercys Aufhetzen bewegt Sully, die Warriors aufzufordern, ihre „Farben“ (ihre Westen) auszuziehen und als Zivilisten durch das Territorium der Orphans zu gehen. Swan und die Warriors lehnen Sullys Aufforderung kategorisch ab, und die Orphans fordern sie zum Kampf heraus. Die Warriors sind zahlenmäßig unterlegen und im Gegensatz zu den Orphans unbewaffnet, aber durch einen Molotowcocktail und mit Mercy im Schlepptau, die der trostlosen Gegend entkommen will, gelingt es den Warriors zu fliehen.
An der U-Bahn-Station 96. Straße und Broadway werden sie von einer Gruppe Polizisten angegriffen, wobei Fox von einem Polizisten vor die U-Bahn gestoßen wird und stirbt. Die Verbliebenen trennen sich. Vermin, Cochise und Rembrandt schaffen es zum Zug zum Union Square.
Swan, Ajax, Snow und Cowboy nehmen den Weg durch den Central Park und treffen dort auf eine weitere feindliche Gang, die Baseball Furies, die sie in den Riverside Park jagen. Obwohl zahlenmäßig wieder unterlegen, besiegen die vier Warriors diese und nehmen ihnen die Baseballschläger ab. Ajax bleibt zurück, belästigt eine Frau, die sich als Polizistin entpuppt, und wird festgenommen. Der Rest der Gang teilt sich daraufhin wieder auf, um die anderen zu suchen.
Swan und Mercy gehen zur U-Bahn-Station 96. Straße zurück, werden aber wieder von Polizisten angegriffen und fliehen in den U-Bahn-Schacht, wo sie sich näherkommen. Snow und Cowboy eilen zu einer anderen U-Bahn-Station. Vermin, Cochise und Rembrandt werden von einer Frauengang, den Lizzies, in eine Falle gelockt, entkommen aber im letzten Augenblick. Bei dem Angriff der Lizzies erfahren sie, dass sie verdächtigt werden, Cyrus ermordet zu haben.
An der U-Bahn-Station Union Square/14. Straße treffen sich alle wieder und kämpfen gegen eine andere Gang, die Punks. Nach ihrem Sieg und einer langen Fahrt kommen sie bei Sonnenaufgang in Coney Island an.
Die Rogues sind ihnen aber gefolgt und stellen sie am Strand. Als Swan Luther zum Zweikampf auffordert und Luther den Revolver zieht, mit dem er Cyrus erschossen hat, wirft Swan ihm ein Messer in den Arm (wie es Toshirō Mifune schon gegen den Pistolenschützen in Yojimbo getan hatte).
Die Riffs, die inzwischen von einem Zeugen erfahren haben, dass in Wirklichkeit Luther Cyrus’ Mörder war, kommen am Strand an und stellen die Rogues. Masai, der Anführer der Riffs, der den ganzen Film über eine Pilotenbrille und schwarze Klamotten trägt, gesteht Swan zu, dass die Warriors ziemlich gut seien, worauf Swan stolz antwortet: „Die Besten!“.
Der Radio-DJ verkündet, dass die Jagd nach den Warriors beendet sei, die Beschuldigung ein Irrtum war und bezeugt den Warriors die Ehre mit dem Lied In the City. Während die Warriors mit Mercy am Strand entlang weggehen, sieht man, wie die Rogues samt ihrem Boss Luther von einer riesigen, schwer bewaffneten Menge von Riffs umzingelt werden und langsam schreiend in ihr untergehen.

## Kritik
In Deutschland wurde der Film von der Kritik weniger als Filmwerk, denn als soziologisches Phänomen wahrgenommen. So zum Beispiel im Nachrichtenmagazin Der Spiegel vom 9. Juli 1979, wo er für Jugendgewalt verantwortlich gemacht wird.
Das Lexikon des internationalen Films schrieb, dass der Film „ein an der effektvollen Darstellung alltäglicher Gewalt interessierter Thriller“ sei, der diese „in einer überästhetisierten Form als eine artifizielle Mixtur aus verschiedenen Genres“ präsentiere. Die „vorzügliche Kameraführung“ verleihe dem „perfekt inszenierten Film, der die Ursachen der Probleme nicht ausloten will, eine oberflächliche Bedeutsamkeit“.

## Trivia
- Die Warriors erhielt bei der Kinoerstaufführung eine FSK-Freigabe „nicht unter 18 Jahren“. Im Jahr 1983 stellte die Bundesprüfstelle eine Jugendgefährdung fest und indizierte den Film. Im Juni 2001 wurde der Film vorzeitig vom Index gestrichen und erhielt bei einer Neuprüfung 2013 eine FSK-Freigabe „ab 12“.[5]

- Der Film erreichte zur damaligen Zeit eine große Popularität; Enzo Castellari drehte mit dem Film The Riffs – Die Gewalt sind wir mit dem internationalen Titel The Bronx Warriors im Jahr 1982 einen ähnlichen Film, der auf der Erfolgswelle mitschwimmen sollte.

- Der Film bestach damals durch seinen Comic-Look und wurde im Lauf der Jahrzehnte zu einem Teil vor allem US-amerikanischer Popkultur. Auch heute werden immer noch Bezüge zu The Warriors hergestellt, wie beispielsweise in dem Musikvideo zum Lied Fight Music der Gruppe D12 aus dem Jahr 2001.

- Außerdem existiert eine Videospiel-Adaption des Filmes der Firma Rockstar Vancouver/Rockstar Games von 2005, die in Deutschland jedoch nie offiziell erschienen ist; siehe dazu: The Warriors.

- Am 23. Oktober 2009 wurde auf Xbox Live und im PlayStation Network ein Arcade-Videospiel mit dem Titel The Warriors: Street Brawl veröffentlicht. In einem klassischen Side-Scrolling Beat ’em up spielt man darin den Film mit der Flucht nach Coney Island nach.

- In der Folge Besuch der alten Herren der US-Zeichentrick-Fernsehserie Die Simpsons (Staffel 25, Folge 14) wird der Kinofilm parodiert. Bart besucht mit den „Schul-Rowdys“ einen „Rowdy-Kongress“. Seine Zwille wird gestohlen, und mit dieser wird auf einen Redner geschossen. Bart muss mit den anderen wieder zurück nach Springfield fliehen und wird dabei von anderen Rowdy-Gangs gejagt.

- Die New Yorker Hardcore-Gruppe Fatality benutzt in ihrem Lied NY State of Mind vom gleichnamigen Album einen Teil der Ansprache von Cyrus aus der Szene im Van Cortlandt Park.

- Die New Yorker Hardcore-Gruppe Biohazard hat, unbestätigten Quellen zufolge, ihr Lied Wrong Side of the Tracks des selbstbetitelten Albums von 1990 über den Film geschrieben, im Abspann des Liedes ist ein Auszug der Rede von Cyrus aus der Szene im Van Cortlandt Park (im englischen Original: Can you dig it) zu hören.

- Die englische Oi!-Band The Warriors haben einen Song mit dem Titel Come Out To Play veröffentlicht, der Bezug auf die Szene am Ende des Films in Coney Island nimmt
- Lin-Manuel Miranda und Eisa Davis arbeiten zurzeit an einer Musical-Version des Films. Am 18. Oktober 2024 erschien das Konzeptalbum zu diesem Projekt. – "Warriors" wird damit Mirandas drittes Musical.